# A Toot and a Snore in '74
A Toot and a Snore in '74 is een bootlegalbum van John Lennon en Paul McCartney. Het is de laatste opname van Lennon en McCartney samen. In 1992 bracht het Luxemburgse label Mistral Music het op compact disc uit. De muziek werd op 27 maart 1974 opgenomen tijdens een jamsessie in een studio in Los Angeles, waar Lennon en Harry Nilsson het album Pussy Cats opnamen. In deze periode (van maart tot mei 1974) jamde Lennon vaak tot diep in de nacht met artiesten als Ringo Starr, Keith Moon en Mick Jagger. Op de eerste dag van de opnamen brachten McCartney, Stevie Wonder en enkele anderen een bezoek aan de studio, met A Toot and a Snore in '74 als resultaat. De titel verwijst naar een uitspraak van Lennon, die Wonder drugs aanbood: "toot... a snort... there's some going round".
Het muziekblad Uncut plaatste in november 2011 A Toot and a Snore in '74 op de veertigste plaats in een lijst van de vijftig beste bootlegs.

## Nummers
1. "A Toot and a Snore" - 0:27
2. "Bluesy Jam Session" - 2:32
3. "Studio Talk" - 2:38
4. "Lucille" - 5:58
5. "Nightmares (Improvised)" - 2:37
6. "Stand by Me" - 2:17
7. "Stand by Me" - 3:39
8. "Stand by Me" - 6:03
9. "Cupid/Take This Hammer" - 3:10

## Musici
- Paul McCartney - zang, drums
- John Lennon - zang, gitaar
- Stevie Wonder - elektrische piano

- Jesse Ed Davis - gitaar
- Bobby Keys - saxofoon
- Harry Nilsson - zang

Ook aanwezig waren:
- May Pang, de toenmalige vriendin van Lennon. Zij wordt op de achterkant van de hoes bedankt voor haar sympathie.[3]
- Mal Evans, een vriend en roadie van The Beatles. Hij wordt op de achterkant van de hoes bedankt voor de thee.[3]